# Sho Naruoka
Sho Naruoka (成岡 翔 Naruoka Sho?), född 31 maj 1984, är en japansk fotbollsspelare.
I november 2003 blev han uttagen i Japans trupp till U20-världsmästerskapet 2003.